# عملية تغار 4
عملية تغار 4 أو ببساطة عملية تغار (بالعبرية: מבצע תגר 4، أي التحدي 4) هي عملية شنتها القوات الجوية الإسرائيلية ضد القواعد الجوية المصرية في 7 أكتوبر 1973، اليوم الثاني من حرب أكتوبر.
خُططّ للعملية مسبقًا قبل حرب أكتوبر بثلاث سنوات، كعملية شاملة لتدمير القواعد الجوية وجميع بطاريات صواريخ أرض - جو على الجبهة المصرية، باستخدام قنابل غير موجهة للاستخدام العام، تُلقى من ارتفاع متوسط بالقرب من الأهداف. كان على الطائرات المهاجمة الاقتراب من الأهداف على ارتفاع منخفض للغاية، من أجل تجنب الكشف عنها بواسطة الرادارات المصرية (خاصة رادارات التحكم في النيران وتحديد الهدف مثل رادارات الوجه المسطح ورادارات المسار الطويل).
تألفت العملية من أربع موجات هجومية، كان أولها لتعطيل قواعد القوات الجوية المصرية، فيما كان الهدف من الموجات التالية تدمير رادارت وبطاريات الصواريخ المصرية وتطلبت إشراك طائرات الفانتوم وسكاي هوك وسوبر ميستير المجهزة بأنظمة حرب إلكترونية للتشويش على عمل البطاريات المصرية.
توقفت العملية بعد الموجة الهجومية الأولى دون إكمال باقي أهدافها نتيجة الحاجة الشديدة لتدخل القوات الجوية الإسرائيلية لإيقاف التقدم السوري في الجولان عبر عملية دوغمان 5 التي انتهت بفشل كبير. وفق الجانب الإسرائيلي هاجمت طائرات سكاي هوك مواقع الدفاع الجوي، بينما هاجمت طائرات الفانتوم القواعد الجوية المصرية ونجحت في إلحاق الضرر بسبعة منها، كما سقطت ست طائرات مصرية في المعارك الجوية التي نشبت، مقابل خسارة طائرتين سكاي هوك ومقتل طياريهما، الرائد شمعون آش من السرب 115 والذي اعتبر في عداد المفقودين والرائد ليبي دولر من السرب 102. ولا تشمل الخسائر الإسرائيلية في هذه العمليات الطائرات الإسرائيلية التي سقطت بفعل الدفاع الجوي المصري خلال محاولاتها قصف جسور العبور المصرية فوق قناة السويس. وقد سجل هذا اليوم أعلى خسائر للقوات الجوية الإسرائيلية في الحرب.

## وصلات خارجية
- معلومات حول عملية تغار و دوغمان 5 على الموقع الرسمي للقوات الجوية الإسرائيلية